# Donkey Kong 64
Donkey Kong 64 is een actie-adventurespel voor de Nintendo 64, uitgebracht op 6 december 1999. Het spel werd ontwikkeld door Rare en uitgegeven door Nintendo. Om het spel te kunnen spelen is een expansion pack nodig; er zijn Nintendo 64 edities verkocht inclusief dit spel en een expansion pack.

## Verhaal
Het spel gaat over de aap Donkey Kong, vaak afgekort tot DK. Zijn aartsvijand "King K.Rool" heeft DK's vrienden: "Diddy", "Tiny", "Lanky" en "Chunky" ontvoerd. Aan Donkey de taak om ze te redden en K. Rool te verslaan. Dit doet hij terwijl hij door jungles, woestijnen, bossen en vele andere locaties reist en aan het eind van elk level de eindbaas verslaat.

## Spel
Donkey Kong 64 kan zowel als singleplayer en als multiplayer gespeeld worden.

### Singleplayer (avontuur)
Het spel is een 3D-avontuurspel, maar er komen ook delen in voor die als een Platformspel gespeeld worden.
Het doel van single-player is het verzamelen van verschillende objecten zoals munten, bananen, wapen, sleutels, fruit en meer.

### Multiplayer(Kong Battle)
Deze spelmodus kan je tot maximaal 4 spelers tegelijk spelen. Je hebt keuze uit 3 arena's en 5 spelmodi. Je kan de multiplayer mode met dezelfde personages spelen als in de singleplayer-mode.
De 5 spelmodi:
- Survival: Elke speler krijgt een bepaald aantal levens. Het is afgelopen als er 1 speler over is gebleven.
- Coin Hoard: Alle spelers moeten munten verzamelen, de winnaar is de speler met de meeste munten als de tijd op is.
- Wins: De speler die de meeste tegenstanders geëlimineerd heeft, is de winnaar.
- Timer: Hetzelfde als wins, echter geldt er nu een tijdslimiet.
- Capture: Er wordt in een arena een munt weggelegd, wie deze munt het langst kan bewaren, is de winnaar.

## Personages
- Donkey Kong
- Diddy Kong
- Tiny Kong
- Lanky Kong
- Chunky Kong
- Rambi
- Enguarde
- Krusha (alleen speelbaar in multiplayer-mode)
- Klaptrap (alleen speelbaar bonus-round)
- Cranky Kong (niet speelbaar)
- Funky Kong (niet speelbaar)
- Candy Kong (niet speelbaar)
- King K. Rool niet speelbaar
- K. Lumsy (niet speelbaar)
- Wrinkly Kong (niet speelbaar)
- Troff 'n Scoff (niet speelbaar)
- Snide (niet speelbaar)

## Velden
- DK Isles (woonplaats van DK)
- Jungle Japes (veld 1)
- Angry Aztec (veld 2)
- Frantic Factory (veld 3)
- Gloomy Galleon (veld 4)
- Fungi Forest (veld 5)
- Crystal Caves (veld 6)
- Creepy Castle (veld 7)
- Hideout Helm (veld 8)
- The Flying Kroc (Laatste veld)